# Subway Surfers
Subway Surfers (engl. U-Bahn-Surfer) ist ein Computerspiel der dänischen Firma Kiloo für mobile Endgeräte mit den Betriebssystemen iOS, Android, Windows Phone 8 und Windows 10 Mobile, auf den letzten beiden wurde es eingestellt. Das als Endlosspiel konzipierte Jump ’n’ Run wurde von Kiloo gemeinsam mit SYBO Games entwickelt und im Mai 2012 veröffentlicht.

## Spielprinzip
Subway Surfers ist ein Spiel ohne definiertes Ende. Es gehört zur Gattung der Jump'n'Run-Spiele. Das für Smartphones und Tablet-PCs entwickelte Spiel kann grundsätzlich kostenlos installiert und gespielt werden. Die Finanzierung erfolgt über ein Freemium-System (Free-to-play).
Im Spiel geht es um eine Bande von Graffiti-Sprayern, welche von einem Aufseher (Inspector) mit Hund entdeckt und anschließend verfolgt werden. Die Verfolgung ist der Hauptinhalt des Spiels.
Ziel ist es, solange wie möglich durchzuhalten ohne eingefangen zu werden. Im Spiel werden Münzen gesammelt und dabei Hindernisse überwunden. Der Spieler muss mithilfe des Touchscreens die Figur nach links, rechts, oben (springen) oder unten (ducken) steuern, kann aber nicht wie in ähnlichen Spielen, z. B. Temple Run, durch das Bewegen des Mobilgeräts diese selbst auch bewegen. Powerups bringen zeitlich begrenzt gewisse Vorteile. So kann man beispielsweise mit dem Coin Magnet (Münzmagnet) Münzen anziehen und muss sie folglich nicht mehr einsammeln.
Das Spiel endet, wenn man vom Aufseher erwischt wurde oder die Spielfigur von einem Zug überfahren wird. Die Verwendung eines Hoverboards neutralisiert einmalig die Folgen eines Zusammenstoßes, das Hoverboard wird dabei verbraucht. Wird man vom Inspektor zum ersten Mal erwischt, z. B. durch zweimaliges Berühren eines Hindernisses, hat man die Möglichkeit, durch Anschauen eines Werbespots oder durch den Einsatz eines Schlüssels wieder weiterspielen zu können; die Anzahl der hierfür notwendigen Schlüssel steigt mit jedem Mal exponentiell an.
Mithilfe von Missionen kann man einen sogenannten Multiplier erhöhen, mit dem der Score multipliziert wird. Zu Beginn ist der Multiplier 1, er kann aber auf bis zu 30 erhöht werden. Dadurch kann bei gleicher Leistung der 30-fachen Score erzielen werden.
Zudem gibt es zeitabhängige Specials im Spiel. So gibt es jeden Tag eine sogenannte Word Hunt. Dabei müssen im Spielverlauf Buchstaben eingesammelt werden. Wurden alle Buchstaben eines Wortes (meist drei bis sieben Buchstaben) eingesammelt, gibt es eine Belohnung in Form von Münzen. Werden mehrere Word Hunts an hintereinander folgenden Tagen erledigt, wächst der Umfang der Belohnung. Ab dem fünften Tag gibt es statt einer Münzbelohnung eine sogenannte Super Mystery Box. Wöchentlich wird zudem eine Weekly Hunt ausgeschrieben. Hier muss der Spieler ebenfalls Gegenstände sammeln. Diese sind stets themenbezogen. Umfang und Belohnung steigern sich in drei hintereinander folgenden Wochen.
Der Spieler kann das Programm mit seinem Facebook-Account verbinden, um gegen Freunde zu spielen und dabei Münzen und Schlüssel zu verdienen. Mit diesen Münzen und Schlüsseln können verschiedene Charaktere, Hoverboards und Powerups erworben werden. Manche Charaktere kann man nur durch Sammeln bestimmter Items in den Mystery Boxes und Super Mystery Boxes bekommen. Schlüssel und Münzen können auch mit echtem Geld erworben werden (Micropayment, 1,09 € bis 104,99 €), womit die Entwickler – neben Werbung – Geld verdienen.
Alle drei bis vier Wochen wechseln die Schauplätze des Spiels. Zudem gibt es eine Halloween-Version und eine Weihnachtsversion.

## Spielinhalte

### Charaktere
Neben der Standard-Spielfigur namens Jake gibt es 88 weitere Spielfiguren (Stand Juli 2025), die durch das Sammeln oder den Kauf entsprechender Spielgegenstände, meist Münzen, freigeschaltet werden können. Die Charaktere der „Hauptcrew“ sind Yutani, Spike, Fresh, Tricky, Dino (Facebook-Spezial), Frank, Frizzy, King, Lucy, Ninja, Tagbot, Tasha, Zoe, Brod, Prince K, Miss Maia und Boombot (Letzterer ausschließlich als Gratisbeigabe bei einem Einkauf erhältlich). Mittlerweile gibt es einige Charaktere, die von Nutzern des Spiels entworfen wurden.
Orts- und themenbedingt sind limitierte Charaktere, bspw. Zombie-Jake, für kurze Zeit käuflich zu erwerben. Auch der Aufseher und sein Hund verändern ggf. ihr Aussehen. Beim Monumentalen Mittwoch stehen regelmäßig Charakter oder Boards aus früheren Stationen der Welttournee zum Angebot.

### Powerups und Mystery Boxes
Im Spielverlauf können folgende Powerups eingesammelt werden, die nur begrenzte Zeit wirksam sind (die Zeitdauer lässt sich durch Investition von Münzen im Shop in sechs Stufen auf maximal 30 Sekunden steigern):
- Pogo Stick (fliegt über das Spielfeld und sammelt Münzen. Am Ende kann ein anderer Powerup gefangen werden)
- Jetpack (fliegt ebenfalls über das Spielfeld) bei längerer Flugdauer als Pogostick, außerdem werden die Punkte doppelt so schnell aufsteigen und man kann Münzen sammeln.
- Super Sneakers (höheres Springen als im Normalzustand, so dass Züge übersprungen werden können)
- Coin Magnet (der Magnet zieht Münzen auch von anderen Spuren an)
- 2X Multiplier (Verdopplung des Multiplikators)

Im Spielverlauf können zudem folgende Objekte auf der Strecke eingesammelt werden:
- Key (alternatives Zahlungsmittel für bestimmte Charaktere oder Boards; zum Fortsetzen eines eigentlich verlorenen Spiels; sehr selten)
- Mystery Box (enthält Preise wie z. B. Münzen, Items und Trophäen, selten)
- Super Mystery Box (wie Mystery Box mit höherwertigen Preisen, sehr selten und nur am Fabulous Friday auf der Strecke zu finden. Sie kann aber durch abgeschlossene Missionssets oder Word Hunts erlangt werden)

Mit Münzen können folgende Hilfsmittel gekauft werden:
- Hoverboard (ein Surfbrett, das einmalig den Zusammenstoß mit einem Zug oder sonstigen Hindernis neutralisiert, was sonst zum Ende des momentanen Laufs führen würde)
- Punktzahl-Booster (vormals Score Booster; für eine Runde wird der Multiplikator verdoppelt)
- Vorsprung (vormals Mega Headstart; eine bestimmte Strecke einer Spielrunde wird übersprungen; Highscore und Multiplikator laufen mit)

Keys, manche Charakter und Münzen können auch für echtes Geld erworben werden (Micropayment), wodurch man sich die langwierige Einsammelarbeit sparen kann.
Außerdem können durch das Ansehen von Videos Schlüssel oder andere Preise verdient sowie eine Verdopplung (bis 10.000 Coins) der eingesammelten Münzen erreicht werden.

### Wochentags-Herausforderungen
An die einzelnen Wochentage sind spezielle Herausforderungen geknüpft:
- Beim Mysteriösen Montag werden gelegentlich zufällige Powerups wie z. B. Doppelsprung, 10X Multiplier und Hoverboard-Ride generiert
- Der Derbe Dienstag bietet die Chance, einen Jackpot von 900.000 Münzen in einer Mystery Box oder 1.500.000 Münzen in einer Super Mystery Box zu finden
- Am Monumentalen Mittwoch stehen Charakter aus früheren Stationen der Welttour zum Erwerb (gegen reales Geld)
- Donnerstags kann der Punkte-Multiplikator um 5 erhöht werden durch die Verwendung eines vorgegebenen Charakters (den man freigeschaltet oder erworben haben muss)
- Der Fantastische Freitag bietet die Chance, mehr Mystery und Super Mystery Boxes als sonst auf der Strecke zu finden
- Wortwahn-Wochenende: Samstag und Sonntag stehen im Zeichen der Word Hunt: Neben der täglichen Aufgabe können zusätzlich die Namen von Charakteren erhascht werden, sofern man diese Charaktere freigeschaltet hat. Für jede abgeschlossene Wortjagd erhält der Spieler eine Super Mystery Box.

### Auszeichnungen
Für die Erfüllung bestimmter Aufgaben kann man Auszeichnungen erhalten. Typische Aufgaben sind: Eine ansteigende Anzahl von Charakteren oder Boards erwerben, eine bestimmte Anzahl von Super Mystery Boxen öffnen, Trophäen in Boxen zu finden oder eine gewisse Punktzahl ohne Akrobatik („rollen“ oder „springen“), ohne Spurwechsel oder ohne Erwerb von Münzen zu erzielen. Als Preis für die Erledigung der Aufgaben erhält man Schlüssel in folgender Staffelung: Bronze drei, Silber fünf, Gold acht und Diamant zehn Schlüssel.

### Medaillen
Wenn man sich über ein Facebook-Konto anmeldet, kann man gegen andere Spieler antreten, um wochenweise eine Highscore-Platzierung (Rang) zu erzielen. Die Ränge lauten 1. Diamant, 2. Gold, 3. Silber und 4. Bronze. Die Einteilung der Ränge, die bis zu 10 Spieler umfassen, scheint von Woche zu Woche zu variieren. Teilweise werden diese Ränge benötigt, um Medaillen zu erlangen.

### Schauplätze

#### Versionen 2013
- New York
- Rio de Janeiro
- Rom (Oster-Spezial)
- Sydney
- Tokio
- Miami
- Paris
- Peking
- Moskau
- New Orleans (Halloween-Spezial)
- London (Weihnachts-Spezial)

#### Versionen 2014
- Mumbai
- Miami (2. Ausgabe)
- London (2. Ausgabe, Weihnachts-Spezial)
- Los Angeles
- Bangkok
- Mexiko-Stadt
- New Orleans (2. Ausgabe, Halloween-Spezial)
- New York (2. Ausgabe)
- Paris (2. Ausgabe)
- Peking (2. Ausgabe)
- Rom (2. Ausgabe, Oster-Spezial)
- São Paulo (Fußball-WM-2014-Spezial)
- Seoul
- Tokio (2. Ausgabe)
- Vancouver

#### Versionen 2015
- Las Vegas
- Seoul (2. Ausgabe)
- Mumbai (2. Ausgabe)
- Paris (3. Ausgabe, Oster-Spezial)
- Arabien
- Los Angeles (2. Ausgabe)
- Venedig
- Rio de Janeiro (2. Ausgabe)
- Sydney (2. Ausgabe)
- Griechenland
- New York (3. Ausgabe)
- Kenia
- Transsilvanien (Halloween-Spezial)
- Tokio (3. Ausgabe)
- Nordpol (Weihnachts-Spezial)

#### Versionen 2016
- Hawaii
- San Francisco
- Arabien (2. Ausgabe)
- Prag (Oster-Spezial)
- Madagaskar
- Sydney (3. Ausgabe)
- Peru
- Las Vegas (2. Ausgabe)
- Singapur
- Venedig (2. Ausgabe)
- Rio de Janeiro (3. Ausgabe, Olympische-Spiele-2016-Spezial)
- Island
- Havanna
- Transsilvanien (2. Ausgabe, Halloween-Spezial)
- Washington, D.C.
- Nordpol (2. Ausgabe, Weihnachts-Spezial)

#### Versionen 2017
- Amsterdam
- San Francisco (2. Ausgabe)
- Arabien (3. Ausgabe)
- Bangkok (2. Ausgabe)
- Monaco (Oster-Spezial)
- Hawaii (3. Ausgabe)
- Kopenhagen (Geburtstags-Spezial)
- Peru (2. Ausgabe)
- Marrakesch
- Shanghai
- Miami (2. Ausgabe)
- Barcelona
- Mexiko (Halloween-Spezial)
- Singapur (2. Ausgabe)
- Washington, D.C. (2. Ausgabe)
- St. Petersburg (Weihnachts-Spezial)
- Kairo

#### Versionen 2018
- Chicago
- Paris (4. Ausgabe, Valentinstag-Spezial)
- Tokio (4. Ausgabe)
- Island (2. Ausgabe, Oster-Spezial)
- Buenos Aires
- Monaco (2. Ausgabe)
- Venice Beach
- Mumbai (3. Ausgabe)
- Havanna (2. Ausgabe)
- New York (4. Ausgabe)
- Berlin
- Hongkong
- New Orleans (3. Ausgabe, Halloween-Spezial)
- Marrakesch (2. Ausgabe)
- London (3. Ausgabe, Weihnachts-Spezial)
- Rio de Janeiro (4. Ausgabe)

#### Versionen 2019
- Atlanta (Super-Bowl-Spezial)
- Venedig (3. Ausgabe, Valentinstag-Spezial)
- San Francisco (3. Ausgabe, Game-Expo-Spezial)
- Zürich (Oster-Spezial)
- Bangkok (3. Ausgabe)
- Seoul (3. Ausgabe)
- Dubai
- Miami (4. Ausgabe)
- Bali
- Barcelona (2. Ausgabe)
- Moskau (2. Ausgabe)
- Singapur (3. Ausgabe)
- Mexiko (2. Ausgabe, Halloween-Spezial)
- Houston
- Winter-Spezial

#### Versionen 2020
- Chicago (2. Ausgabe)
- Peking (3. Ausgabe)
- Paris (5. Ausgabe)
- Kairo (2. Ausgabe)
- Island (3. Ausgabe, Oster-Spezial)
- Buenos Aires (2. Ausgabe)
- Amsterdam (2. Ausgabe)
- Zürich (2. Ausgabe)
- Little Rock
- Bali (2. Ausgabe)
- Miami (5. Ausgabe, NFLPA-Spezial)
- Peru (3. Ausgabe)
- Cambridge (Halloween-Spezial)
- Seattle
- Sankt Petersburg (2. Ausgabe, Weihnachts-Spezial)

#### Versionen 2021
- Space Station (Raumstation)
- Reise in den Osten
- Berlin (2. Ausgabe)
- New York (5. Ausgabe)
- Oxford (Oster-Spezial)
- Houston (2. Ausgabe)
- Kopenhagen (2. Ausgabe, 9. Geburtstag)
- Chang’an
- Paris (6. Ausgabe)
- Tokio (5. Ausgabe)
- Mumbai (4. Ausgabe)
- Las Vegas (3. Ausgabe)
- Marrakesch (3. Ausgabe, 10. Geburtstag)
- Mexiko (3. Ausgabe, Halloween-Spezial)
- Vancouver (2. Ausgabe)
- Venice Beach (2. Ausgabe)
- Nordpol (3. Ausgabe, Weihnachts-Spezial)

#### Versionen 2022
- Kairo (3. Ausgabe)
- Neues Mondjahr (Spezial zum chinesischen Neujahr)
- Barcelona (3. Ausgabe)
- Vancouver (3. Ausgabe)
- Oxford (2. Ausgabe, Oster-Spezial)
- Monaco (3. Ausgabe)
- Kopenhagen (3. Ausgabe)
- San Francisco (4. Ausgabe)
- Island (4. Ausgabe)
- Subway City
- Griechenland (2. Ausgabe)
- Shenzhen
- Mumbai (5. Ausgabe)
- Mexiko (4. Ausgabe, Halloween-Spezial)
- Luoyang
- Kairo (4. Ausgabe)
- Subway City XMas (2. Ausgabe)

#### Versionen 2023
- Neues Mondjahr (2. Ausgabe)
- Oxford (3. Ausgabe)
- Barcelona (4. Ausgabe)
- Unterwasser
- Edinburgh
- Chicago (3. Ausgabe)
- Kopenhagen (4. Ausgabe, 11. Geburtstag)
- New York (6. Ausgabe)
- Fantasy Fest
- Buenos Aires (3. Ausgabe)
- Rio (5. Ausgabe, Regenwaldkonferenz-Spezial)
- Tokio (6. Ausgabe)
- Hawaii (3. Ausgabe)
- Haunted Hood (Halloween-Spezial)
- Seoul (4. Ausgabe)
- London (4. Ausgabe)
- Nordpol (4. Ausgabe, Weihnachts-Spezial)

#### Versionen 2024
- Shenzhen (2. Ausgabe)
- Griechische Liebesodyssee (Valentinstag-Spezial)
- Vegas Queens
- Oster-Irland (Oster-Spezial)
- Marrakesch (4. Ausgabe)
- Unterwasser (2. Ausgabe)
- San Francisco (5. Ausgabe)
- Hollywood
- Paris (7. Ausgabe, Olympische-Sommerspiele-Spezial)
- New Orleans (4. Ausgabe)
- Sydney (4. Ausgabe)
- Istanbul
- Haunted Hood (2. Ausgabe, Halloween-Spezial)
- Vancouver (4. Ausgabe)
- Island (5. Ausgabe)
- Winterwunderland (Weihnachts-Spezial)

#### Versionen 2025
- Jahr der Schlange
- Aloha Hawaii (Valentinstag-Spezial)
- Rio Karneval (Karneval-Spezial)
- Mumbai Holi (Holi-Spezial)
- Oster-Edinburgh
- Osaka
- Kopenhagen (5. Ausgabe, 13. Geburtstag)
- Barcelona (5. Ausgabe)
- Washington, D.C. (3. Ausgabe)
- Oxford (4. Ausgabe)
- Griechenland (3. Ausgabe)

## Entwicklung
Im Jahr 2020 übernahm SYBO die Rechte an Subway Surfers, während Kiloo 2023 aufgelöst wurde.

## Rezeption
Das Spiel wurde über 1 Milliarde Mal heruntergeladen und konkurrierte mit dem ähnlichen Spiel Temple Run. Bei Amazon war es in der Top 100 der beliebtesten kostenlosen Spieleapps gelistet.